# Zita Hanrot
Zita Hanrot (Marsiglia, 7 dicembre 1989) è un'attrice francese.

## Biografia

### Famiglia e formazione
Figlia del direttore artistico e grafico Vincent Hanrot e dell'illustratrice e grafica Sharon Tulloch, Zita Hanrot dichiara di essere stata particolarmente colpita dallo spettacolo Les Éphémères di Ariane Mnouchkine, che avrebbe determinato la sua vocazione.
Studia storia dell'arte per tranquillizzare i suoi genitori e recita in una compagnia teatrale amatoriale, prima di entrare a Parigi, nel 2009, alla L'École du jeu - Delphine Eliet e, nel 2011, al Conservatoire national supérieur d'art dramatique, dove si diploma nel 2014. Dichiara di trarre ispirazione da Béatrice Dalle, che scopre in 37°2 le matin di Jean-Jacques Beineix.
Suo fratello, Idrissa Hanrot, è anch'egli attore.

### Carriera
Nel 2016 vince il Premio César per la migliore promessa femminile per il film Fatima.

## Filmografia parziale

### Cinema
- Radiostars, regia di Romain Levy (2012)
- Una nuova amica (Une nouvelle amie), regia di François Ozon (2014)
- Eden, regia di Mia Hansen-Løve (2014)
- Fatima, regia di Philippe Faucon (2015)
- Le Gang des Antillais, regia di Jean-Claude Barny (2016)
- De sas en sas, regia di Rachida Brakni (2017)
- K.O., regia di Fabrice Gobert (2017)
- La fête est finie, regia di Marie Garel Weiss (2018)
- L'anno che verrà (La vie scolaire), regia di Mehdi Idir, Grand Corps Malade (2019)
- Rouge, regia di Farid Bentoumi (2020)
- Annie Colère, regia di Blandine Lenoir (2022)
- Solo per me (À mon seul désir), regia di Lucie Borleteau (2023)
- Lee Miller (Lee), regia di Ellen Kuras (2023)
- Ad Vitam, regia di Rodolphe Lauga (2025)

### Televisione
- T.A.N.K. (2016)
- Tutte per una (Plan cœur) – serie TV, 21 episodi (2018-2022)
- Love, Death & Robots – serie animata, episodio 2x04 (2021) – voce

## Doppiatrici italiane
Nelle versioni in italiano delle opere in cui ha recitato, Zita Hanrot è stata doppiata da:
- Barbara Villa in Una nuova amica
- Bianca Meda in Eden
- Emanuela Damasio in Tutte per una
- Maria Giulia Ciucci in L'anno che verrà
- Martina Tamburello in Solo per me
- Elisa Giorgio in Ad Vitam

Da doppiatrice è sostituita da:
- Eleonora Reti in Love, Death & Robots[7]

## Riconoscimenti
- Premio César
  - 2016 – Migliore promessa femminile per Fatima[6]